# Silylmodificeret polymer
Silylmodificerede polymerer (SMP; også silanmodificerede polymerer, modificerede silanpolymerer, MS-polymerer, silanterminerede polymerer osv.) er polymerer, der afsluttes med en silylgruppe. SMP'er er hovedkomponenterne i opløsningsmiddelfri og isocyanatfri tætnings- og klæbemiddelprodukter. Typisk har tætningsprodukterne fremstillet med silylmodificerede polymerer god vedhæftning på en lang række substratmaterialer og har god temperatur- og UV-bestandighed.
MS-polymerer består af en polyether-rygrad med dimethoxy-silyl- eller trimethoxy-silyl-ender, hvor trimethoxy-silylgrupper er mere reaktive. Rygraden kan være lineær med enkelte eller dobbelte ender eller forgrenede for en øget mængde tværbinding. Forstadier kan også varieres i molekylvægt og reaktiv silylgruppekoncentration, hvilket resulterer i variable hærdetider, styrke, tæthed og hårdhed.

## Hærdningsproces
Produkterne hærder fra væske- eller geltilstand til fast stof. Hærdning indebærer tværbinding ved hydrolyse af silylethere:
2 RSi(OCH3)2R' + H2O → [RSi(OCH3)R']2O + 2 CH3OH
I en hydrolysereaktion kræves en katalysator og fugt for at danne en mellemliggende silanol, som derefter reagerer for at danne siloxanbindinger i en kondensationsproces.